# Philippinendrongo
Der Philippinendrongo (Dicrurus balicassius, Syn.: Corvus balicassius) ist eine Vogelart aus der Familie der Drongos.
Der lateinische Name bezieht sich auf den einheimischen Vogelnamen in Filipino.
Die Erstbeschreibung stammt aus dem Jahre 1760 durch den französischen Zoologen Mathurin-Jacques Brisson.
Er ist endemisch auf den Philippinen.
Das Verbreitungsgebiet umfasst tropischen oder subtropischen feuchten Tiefwald bis 1200 m. Höhe.

## Beschreibung
Der Philippinendrongo ist 26 cm groß, das Männchen wiegt 63 bis 79, das Weibchen 65 bis 80 g. Der ganze Kopf einschließlich Kehle und Iris ist schwarz, der Schnabel hellbrau. Die Oberseite ist schwarz mit deutlichem metallischem Glanz. Der lange leicht gegabelte Schwanz ist ebenfalls schwarz.

## Stimme
Der Ruf des Männchens wird als angenehme Mischung klarer Pfeiftöne mit eingestreuten rauen Geräuschen beschrieben.

## Geografische Variation
Es werden folgende Unterarten anerkannt:
- D. b. abraensis Vaurie, 1947 – nördliche Philippinen
- D. b. balicassius (Linnaeus, 1766), Nominatform – englisch Balicassiao – Philippinen (Luzon, Polillo, Lubang, Verde, Mindoro, Marinduque, Catanduanes)
- D. b. mirabilis Walden & E. L. Layard, 1872 – englisch Visayan Drongo – westliche Philippinen

## Lebensweise
Die Nahrung besteht – soweit bekannt – aus Insekten, die von einem freistehenden Ansitz aus im Unterholz oder in Wipfelhöhe erbeutet werden.
Die Brutzeit ist vermutlich ganzjährig.

## Gefährdungssituation
Der Bestand gilt als nicht gefährdet (Least Concern).